# Église Saint-Cyr-et-Sainte-Julitte de Canohès
Pour les articles homonymes, voir église Saint-Cyr-et-Sainte-Julitte.
L'église Saint-Cyr-et-Sainte-Julitte, ou église Saint-Quirc est une église romane située à Canohès, dans le département français des Pyrénées-Orientales.

## Histoire
Construite au XIe siècle, l'église Saint-Quirc voit sa charpente apparente remplacée par une voûte au XIIe siècle. Une campagne de travaux menée de 1876 à 1878 pour ajouter deux bas-côtés au bâtiment a pour effet de provoquer l'écroulement de la voûte, alors reconstruite de 1884 à 1885.

## Architecture
L'église Saint-Quirc est à nef unique. L'élément le plus remarquable est son chevet, constitué de cinq arcades sur colonnes engagées et aux chapiteaux sculptés. La nef et le chevet datent du XIe siècle.